# Anton Pardatscher
Anton Pardatscher (* 2. Juli 1869  in Gries; † 12. Juni 1922 in Meran) war ein österreichischer Architekt, der hauptsächlich in Meran tätig war. Seine Gebäude stehen teilweise unter Denkmal- und Ensembleschutz.

## Leben
Ab 1893 arbeitete Pardatscher für die Firma Musch & Lun. In deren Auftrag plante er etliche Gebäude. 1905 machte er sich selbstständig.

## Gebäude (Auswahl)
| Bild | Name                       | Erbaut  | Ort                          | Sonstiges |
| ---- | -------------------------- | ------- | ---------------------------- | --- |
|      | Villa Tirolerhaus in Meran | 1896    | Meran, St.-Georgen-Straße 28 | Die Villa wurde 1987 unter Denkmalschutz gestellt. |
|      | Villa Ultenhof             | 1899    | Meran, Winkelweg 71          | Die Villa wurde 1981 unter Denkmalschutz gestellt. |
|      | Rathaus                    | 1912    | Tscherms, Gampenstraße 17    | |
|      | Pfarrwidum bei St. Georgen | 1913    | Meran, St.Georgen-Straße 2–4 | Das Widum wurde 1981 unter Denkmalschutz gestellt. |
|      | Villa Altenburg            | 1914    | Meran, Karl-Wolf-Straße 65   | Die Villa wurde 2014 unter Ensembleschutz gestellt. |
|      | Ansitz Reichenbach         |         | Meran, Reichenbachgasse 2–4  | Umfangreiche Restaurierung 1903 für den neuen Besitzer Hermann von Tappeiner durch Musch & Lun, Planung Anton Pardatscher. Der Ansitz wurde 1951 unter Denkmalschutz gestellt. |
|      | Deutschordenkonvent        | 1856/57 | Lana, Erzherzog-Eugen-Straße | Das Gebäude wurde 1911/14 im neubarocken Stil umgebaut und 1979 unter Denkmalschutz gestellt.                                                                                  |
|      | St. Georg                  |         | Meran, Cavourstraße          | 1914 wurde die Kirche um zwei Joche verlängert und das südliche Seitenschiff angebaut. Die Kirche wurde 1980 unter Denkmalschutz gestellt.                                     |
|      | Villa Baumgartner          | 1914    | Meran, Alpinistraße 48       | Die Villa wurde 2005 unter Denkmalschutz gestellt. |